# Casa di Vedat Tek
La Casa di Vedat Tek (o Casa dell'Architetto Vedat; in turco Vedat Tek Evi o Mimar Vedat Evi) è un edificio a Nişantaşı, Istanbul, in Turchia, progettato dall'architetto Vedat Tek e in cui egli risiedeva con la sua famiglia.

## Ubicazione
La casa si trova nel quartiere di Nişantaşı del distretto di Şişli, sul lato europeo di Istanbul, a circa 200 m a est di Cumhuriyet Caddesi. Di fronte alla casa si trovano il Museo militare d'Istanbul e la Sala da Concerti Cemal Reşit Rey. La stazione della metropolitana più vicina alla casa è Osmanbey sulla linea M2, a circa 500 m a nord su Halâskârgazi Caddesi. In passato, di fronte alla casa si trovavano gli appartamenti Art déco Yayla, anch'essi progettati da Tek nel 1939. Tuttavia, l'edificio è stato demolito nel 1989.

## Architettura e utilizzo
Costruito su un lotto d'angolo all'incrocio tra Valikonağı Caddesi e Süleyman Nazif Sokak, l'edificio riflette la maestria dell'architetto nell'adattarsi a un lotto urbano irregolare. 
La casa è composta da tre piani, ma a causa del terreno inclinato su cui è stata costruita, esiste un quarto piano al livello del suolo, utilizzato come ristorante. L'edificio venne costruito fra il 1913 e il 1914. Sebbene la casa rechi le tracce dell'architettura nazionale, è stata realizzata con una composizione completamente diversa dalle altre opere di Tek. Ciononostante, Vedat Tek in quest'opera non trascurò i rivestimenti di maioliche e incluse questa decorazione nelle aree superiori delle finestre. La casa è uno degli esempi più noti dell'architettura di Tek. Oltre alle maioliche turchesi, i principali elementi di design dell'edificio sono gli archi che seguono la geometria islamica e le estrusioni tipiche delle case ottomane classiche.
Vedat Tek andò a vivere in questa casa nel 1928 e vi morì nel 1942. In seguito, la figlia di Tek, Selime Hanım, e suo marito Yekta Işıtan gestirono in questo edificio un ristorante chiamato “Yekta”.